# Michael Kayode
Michael Olabode Kayode (Borgomanero, 10 luglio 2004) è un calciatore italiano, difensore del Brentford e della nazionale Under-21 italiana.

## Biografia
È nato a Borgomanero, in provincia di Novara, da genitori originari della Nigeria.

## Caratteristiche tecniche
È un terzino destro, che può interpretare anche il ruolo di esterno in un centrocampo a 5. Giocatore dotato di spinta, cambio di passo e capacità di inserimento, può essere impiegato anche sulla corsia mancina e nelle giovanili in situazioni di emergenza si è adattato anche a fare il difensore centrale.

## Carriera

### Club

#### Settore giovanile e Gozzano
Kayode cresce nel settore giovanile della Juventus, ma viene successivamente scartato dai bianconeri. Riparte con la maglia del Gozzano e nella stagione 2020-2021, a 16 anni, gioca da titolare in Serie D, diventando il primo 2004 a segnare nella categoria con la rete alla Castellanzese.

#### Fiorentina
Nel 2021 passa alla Fiorentina che lo inserisce nella formazione Primavera, guidata da Aquilani, di cui diventa un protagonista nei due anni successivi.
All'inizio della stagione 2023-2024 viene inserito nella prima squadra allenata da Vincenzo Italiano. Esordisce in Serie A il 19 agosto 2023, a 19 anni, venendo schierato titolare nella gara della prima giornata di campionato vinta per 1-4 in trasferta contro il Genoa. Diventato titolare sulla fascia destra a causa del grave infortunio occorso a Dodô, il successivo 21 settembre, esordisce anche nelle coppe europee, giocando titolare nella partita della fase a gironi di UEFA Europa Conference League pareggiata (2-2) in casa del Genk. Il 29 dicembre dello stesso anno, serve a Luca Ranieri l'assist per il gol della vittoria (1-0) nell'incontro di campionato con il Torino. Realizza il suo primo gol in Serie A il 26 febbraio 2024, nella vittoria per 2-1 contro la Lazio allo stadio Franchi.
Nell'annata successiva, in seguito all'arrivo di Raffaele Palladino sulla panchina viola, il terzino vede il proprio minutaggio diminuire in favore del rientrante Dodô.

#### Brentford
Il 24 gennaio 2025, Kayode passa in prestito oneroso di circa 500.000 euro, con diritto di riscatto, al Brentford, nella Premier League. Il 2 febbraio seguente, esordisce con le Bees, oltreché nella massima serie inglese, nella sconfitta interna per 2-0 contro il Tottenham. Dopo aver collezionato 12 presenze e un assist con il club lungo il resto della stagione, il 28 maggio 2025 Kayode viene ufficialmente riscattato dal Brentford, per circa 17,5 milioni di euro, firmando un contratto quinquennale con opzione per un'ulteriore stagione.

### Nazionale
Con la nazionale Under-19, guidata da Alberto Bollini, nel 2023 Kayode vince l'Europeo di categoria, segnando il gol decisivo nella finale vinta per 1-0 contro il Portogallo.
Nel settembre dello stesso anno, riceve la sua prima convocazione in nazionale Under-21, guidata da Carmine Nunziata, in vista degli incontri di qualificazione all'Europeo di categoria contro Lettonia e Turchia. Esordisce in Under-21 il 17 ottobre 2023, entrando nel finale della partita vinta per 2-0 contro la Norvegia a Bolzano. Nel giugno 2025 viene convocato per l'Europeo Under-21 organizzato in Slovacchia.

## Statistiche

### Presenze e reti nei club
Statistiche aggiornate al 27 maggio 2025.
| Stagione          | Squadra           | Campionato        | Campionato | Campionato | Coppe nazionali | Coppe nazionali | Coppe nazionali | Coppe continentali | Coppe continentali | Coppe continentali | Altre coppe | Altre coppe | Altre coppe | Totale | Totale |
| Stagione          | Squadra           | Comp              | Pres       | Reti       | Comp            | Pres            | Reti            | Comp               | Pres               | Reti               | Comp        | Pres        | Reti        | Pres   | Reti   |
| ----------------- | ----------------- | ----------------- | ---------- | ---------- | --------------- | --------------- | --------------- | ------------------ | ------------------ | ------------------ | ----------- | ----------- | ----------- | ------ | ------ |
| 2020-2021         | Gozzano           | D                 | 34         | 2          | -               | -               | -               | -                  | -                  | -                  | -           | -           | -           | 34     | 2      |
| 2023-2024         | Fiorentina        | A                 | 26         | 1          | CI              | 4               | 0               | UECL               | 6                  | 0                  | SI          | 1           | 0           | 37     | 1      |
| 2024-gen. 2025    | Fiorentina        | A                 | 5          | 0          | CI              | 0               | 0               | UECL               | 7                  | 0                  | -           | -           | -           | 12     | 0      |
| Totale Fiorentina | Totale Fiorentina | Totale Fiorentina | 31         | 1          |                 | 4               | 0               |                    | 13                 | 0                  |             | 1           | 0           | 49     | 1      |
| gen.-giu. 2025    | Brentford         | PL                | 12         | 0          | FACup+CdL       | -               | -               | -                  | -                  | -                  | -           | -           | -           | 12     | 0      |
| Totale carriera   | Totale carriera   | Totale carriera   | 77         | 3          |                 | 4               | 0               |                    | 13                 | 0                  |             | 1           | 0           | 95     | 3      |

### Cronologia presenze e reti in nazionale
| Cronologia completa delle presenze e delle reti in nazionale ― Italia under 21 | Cronologia completa delle presenze e delle reti in nazionale ― Italia under 21 | Cronologia completa delle presenze e delle reti in nazionale ― Italia under 21 | Cronologia completa delle presenze e delle reti in nazionale ― Italia under 21 | Cronologia completa delle presenze e delle reti in nazionale ― Italia under 21 | Cronologia completa delle presenze e delle reti in nazionale ― Italia under 21 | Cronologia completa delle presenze e delle reti in nazionale ― Italia under 21 | Cronologia completa delle presenze e delle reti in nazionale ― Italia under 21 |
| Data                                                                           | Città                                                                          | In casa                                                                        | Risultato                                                                      | Ospiti                                                                         | Competizione                                                                   | Reti                                                                           | Note                                                                           |
| ------------------------------------------------------------------------------ | ------------------------------------------------------------------------------ | ------------------------------------------------------------------------------ | ------------------------------------------------------------------------------ | ------------------------------------------------------------------------------ | ------------------------------------------------------------------------------ | ------------------------------------------------------------------------------ | ------------------------------------------------------------------------------ |
| 17-10-2023                                                                     | Bolzano                                                                        | Italia under 21                                                                | 2 – 0                                                                          | Norvegia under 21                                                              | Qual. Europeo Under-21 2025                                                    | -                                                                              | 87’                                                                            |
| 22-3-2024                                                                      | Cesena                                                                         | Italia under 21                                                                | 2 – 0                                                                          | Lettonia under 21                                                              | Qual. Europeo Under-21 2025                                                    | -                                                                              | 86’                                                                            |
| 26-3-2024                                                                      | Ferrara                                                                        | Italia under 21                                                                | 1 – 1                                                                          | Turchia under 21                                                               | Qual. Europeo Under-21 2025                                                    | -                                                                              | 88’                                                                            |
| 15-11-2024                                                                     | Empoli                                                                         | Italia under 21                                                                | 2 – 2                                                                          | Francia under 21                                                               | Amichevole                                                                     | -                                                                              |                                                                                |
| 11-6-2025                                                                      | Trnava                                                                         | Italia under 21                                                                | 1 – 0                                                                          | Romania under 21                                                               | Europeo Under-21 2025 - 1º turno                                               | -                                                                              | 86’                                                                            |
| 14-6-2025                                                                      | Trnava                                                                         | Slovacchia under 21                                                            | 0 – 1                                                                          | Italia under 21                                                                | Europeo Under-21 2025 - 1º turno                                               | -                                                                              | 82’                                                                            |
| 17-6-2025                                                                      | Trnava                                                                         | Spagna under 21                                                                | 1 – 1                                                                          | Italia under 21                                                                | Europeo Under-21 2025 - 1º turno                                               | -                                                                              |                                                                                |
| 22-6-2025                                                                      | Dunajská Streda                                                                | Germania under 21                                                              | 3 – 2 dts                                                                      | Italia under 21                                                                | Europeo Under-21 2025 - Quarti di finale                                       | -                                                                              | 90’ 120’                                                                       |
| Totale                                                                         |                                                                                | Presenze                                                                       | 8                                                                              |                                                                                | Reti                                                                           | 0                                                                              |                                                                                |

## Palmarès

### Club
- Coppa Italia Primavera: 1

Fiorentina: 2021-2022
- Supercoppa Primavera: 2

Fiorentina: 2021, 2022

### Nazionale
- Campionato d'Europa Under-19: 1

Malta 2023

### Individuale
- Golden Boy: 1

Miglior italiano Under-21: 2024